# Ca-tỳ-la-vệ

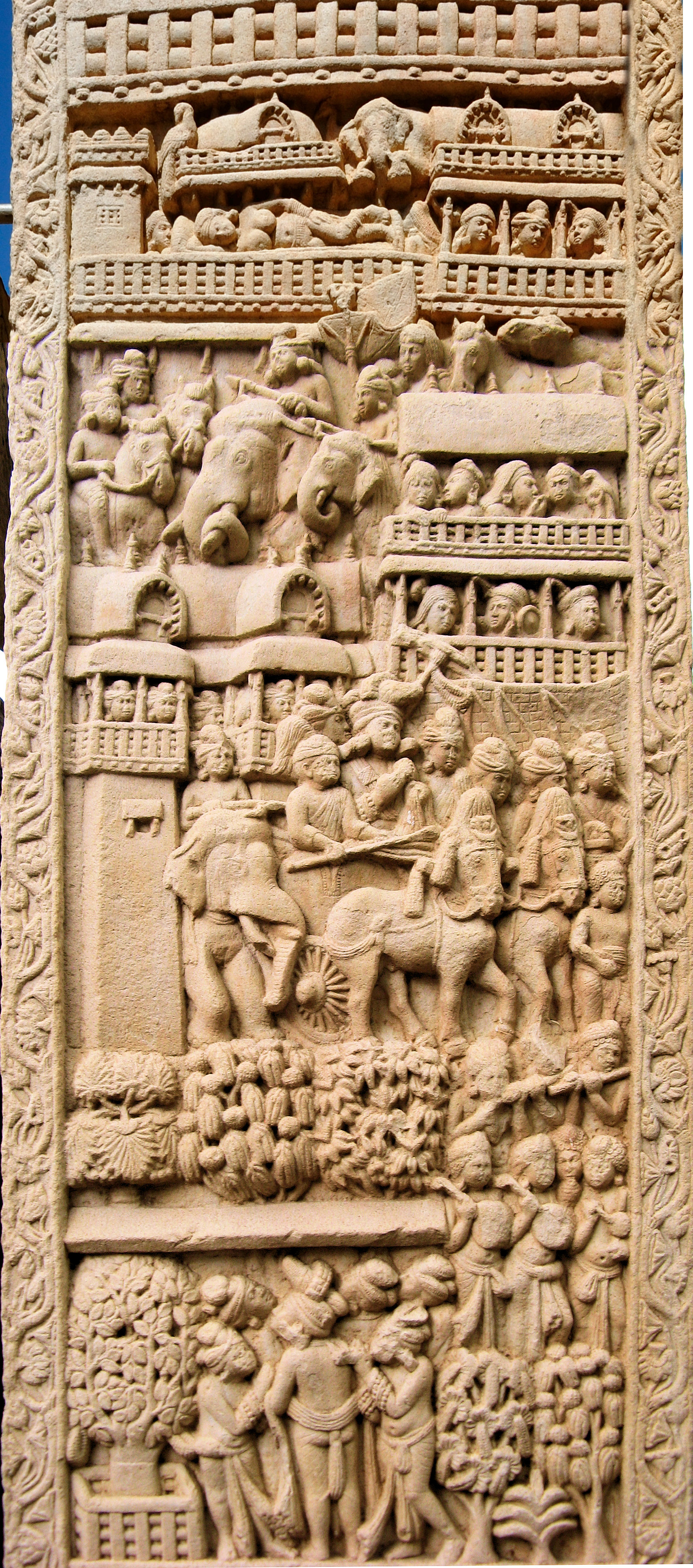
Bức phù điêu mô tả cảnh quốc vương Tịnh Phạn (Suddhodana) rời Ca-tỳ-la-vệ đến gặp con Tất-đạt-ta, bấy giờ đã giác ngộ thành Phật Thích-ca. Phía trên cùng của bức phù điêu mô tả giấc mơ voi trắng chui vào bụng của hoàng hậu Ma-da (Maya).

Ca-tỳ-la-vệ (chữ Hán: 迦毗羅衛; tiếng Phạn: कपिलवस्तु, Kapilavastu, phiên âm tiếng Pali: Kapilavatthu) là một thành quốc của Ấn Độ cổ đại, nơi được các kinh điển Phật giáo mô tả là quê hương của Đức Phật Thích-ca Mâu-ni.

## Hình thành
Theo mô tả của các kinh điển Phật giáo, thủy tổ của tộc Thích-ca là vua Okkaka thuộc triều đại Thái Dương. Vương quốc của tộc Thích-ca bấy giờ đóng đô tại Saketa (có thuyết cho rằng Saketa là cựu kinh đô trước kia của xứ Kosala). Về sau, vua Okkaka, vì sủng ái thứ phi nên đã lưu đày các hoàng tử và công chúa, con của hoàng hậu, đến các vùng đất xa xôi.
Trong cuộc lưu đày này, bốn hoàng tử là Ukkamukha, Karakanda, Hatthinika và Nipura, đã đi về hướng Himalaya. Trên đường đi, họ đã gặp một hiền sĩ tên là Kapila và được vị này bảo rằng, bất cứ kinh thành nào được thiết lập nơi vùng đất ông ta đang ẩn tu, sau này vương quốc đó sẽ phồn thịnh. Các hoàng tử bèn nghe theo và lập kinh thành tại vùng đất này, và dùng tên vị ẩn sĩ Kapila để đặt cho vương quốc mới của họ là Kapilavastu.
Theo mô tả của các kinh điển Phật giáo, tiểu quốc Thích-ca nằm dưới chân núi Himalaya, hướng đông giáp hai vương quốc Ly-xa (Licchavis) và Ma-kiệt-đà (Magadha); hướng tây giáp vương quốc Kiều-tát-la (Kosala) và phía bắc là sông Rohini, làm ranh giới ngăn chia thành Ca-tỳ-la-vệ với thị tộc Câu-ly (Koliya) nằm ở bờ bên kia.
Về dân số, theo sử liệu ghi chép của luận sư Buddhaghosa (Phật Minh), cho biết vào thời Phật tại thế, ông có chừng 80.000 gia đình thân quyến bên nội, và khoảng bằng con số đó gia đình thân tộc bên ngoại. Theo Dr. Rhys Davids, nếu mỗi gia đình có 6 hoặc 7 người, thì tính ra tổng dân số của thị tộc Thích-ca thành Ca-tỳ-la-vệ bấy giờ, có thể lên tới khoảng một triệu người.

## Phát triển
Tiểu quốc Ca-tỳ-la-vệ phát triển xung quanh thành Ca-tỳ-la-vệ, trung tâm của tiểu quốc, nơi trú ngụ của tầng lớp quý tộc thuộc giai cấp Kshatriya (Sát-đế-lị) tộc Thích-ca. Việc cai trị vương quốc mới này được cai trị theo hình thức cộng hòa, trong đó vị tông chủ được các trưởng lão trong tộc Thích-ca tôn làm Tiểu vương (Ràjà) để lãnh đạo dân chúng. Mọi việc quan trọng trong tiểu quốc đều được mang ra thảo luận ở đại hội, do chính tiểu vương làm chủ tịch.
Phần đông tầng lớp bình dân Ca-tỳ-la-vệ sống bằng nghề nông và nuôi gia súc, tản mát trong những ngôi làng ở trong rừng. Tuy hầu hết các làng đề có các thợ thủ công sinh sống, nhưng cũng có nhiều nơi mà thợ thủ công sống tập trung thành làng như các làng nghề mộc, rèn, gốm,... Trong làng, khi người dân có việc ma chay, cưới hỏi, do sự thỉnh cầu, các tư tế Bà-la-môn (Brahmins) sẽ giúp đỡ cho họ. Mặc dù các ngôi làng mang tính tự trị cao, nhưng họ được đặt dưới sự bảo vệ của tộc Thích-ca thành Ca-tỳ-la-vệ. Đổi lại, họ phải nộp thuế và chịu sự cai trị lỏng lẻo của tộc Thích-ca thành Ca-tỳ-la-vệ.
Ngoại trừ kinh đô Ca-tỳ-la-vệ, được ghi nhận có chợ búa với vài cửa tiệm nhỏ, nhưng các mô tả về kinh thành Ca-tỳ-la-vệ không ghi chép gì về các thương gia như thường thấy xuất hiện tại nhiều thành trấn lớn ở các tiểu quốc Ấn Độ khác.

## Hưng thịnh
Sau khi vương quốc được lập, ngôi vị quốc vương Ca-tỳ-la-vệ được lần lượt truyền qua các đời tông chủ đến vị quốc vương có tên là Jayasena (chữ Phạn: जयसेन). Sau khi Jayasena qua đời, ngôi vị quốc vương lần lượt được truyền đến con ông là Sihahanu (chữ Phạn: सीहहनु, Siôhahanu; Pali: Sìha-hanu; Hán tạng dịch là Sư Tử Giáp, 師子頰) rồi đến cháu ông là Suddhodana, được Hán tạng dịch là Tịnh Phạn. Vào thời Suddhodana, thành Ca-tỳ-la-vệ đã phát triển thành một đô thị cổ đại, là một thuộc quốc có ảnh hưởng của nước Kiều-tát-la (Kosala). Quốc vương Tịnh Phạn (Śuddhodana) và Hoàng hậu Ma-da (Māyā) đã sống và cai trị tại Ca-tỳ-la-vệ, cũng như con trai của họ là Thái tử Tất-đạt-đa Cồ-đàm (Siddartha Gautama) cho đến khi ông rời cung điện vào năm 29 tuổi.

## Suy tàn
Sự phát triển nhanh chóng của thuộc quốc Ca-tỳ-la-vệ mang lại cho thành quốc này một ảnh hưởng đối với chính quốc Kiều-tát-la. Để kết liên với tộc Thích-ca, quốc vương Ba-tư-nặc (Pasenadi) từng ngỏ lời hỏi cưới một nữ nhân của tộc Thích-ca làm vợ. Tông chủ tộc Thích-ca bấy giờ là Mahànàma, người kế vị Śuddhodana, đã gả Vāsabha, người con gái ngoại hôn của ông với một người tỳ nữ, cho quốc vương Ba-tư-nặc để làm thứ thiếp. Người thiếp này về sau sinh được một người con trai, là hoàng tử Virudhaka, được Hán tạng dịch là Tỳ Lưu Ly.
Khi trưởng thành, hoàng tử Virudhaka cướp ngôi của vua cha Pasenadi. Theo các kinh điển Phật giáo, lấy lý do trả thù cho nguồn gốc thấp kém của mình (mẹ là tỳ nữ), Virudhaka đã xuất quân tàn sát toàn bộ tộc Thích-ca và hủy diệt hoàn toàn thành Ca-tỳ-la-vệ. Sau cuộc tàn sát đẫm máu này, thành Ca-tỳ-la-vệ gần như biến mất trong lịch sử. Một vài người trong tộc Thích-ca thoát được khỏi cuộc thảm sát, di cư lập quốc ở vùng khác, mà theo mô tả của đại sư Huyền Trang trong Đại Đường Tây vực ký có những tiểu quốc như Ô-trượng-na (Udiyāna), Phạm-diễn-na (Bamyan), Hí-ma-đát-la (Himatala) và Thương-di (Sgamaka), đều là do những hậu duệ của tộc Thích-ca lập nên.

## Đâu là vị trí của Ca-tỳ-la-vệ?
Cuộc tìm kiếm địa điểm lịch sử Ca-tỳ-la-vệ vào thế kỷ XIX dựa trên những ghi chép của các nhà sư Pháp Hiển và Huyền Trang, những nhà sư Phật giáo Trung Quốc đã thực hiện những cuộc hành hương sớm nhất đến địa điểm này.
Nhà sư Pháp Hiển, trong chuyến hành hương đến chiêm bái Ca-tỳ-la-vệ vào năm 403, đã mô tả như sau:
"... Đi về hướng đông khoảng một do diên (yojana), sẽ đến thành Ca-duy-la-vệ (Kapilavastu). Trong thành không còn vương thất, cảnh tượng thật hoang tàn, chỉ có các nhà sư, cư dân chỉ còn khoảng chục gia đình..."
Nhà sư Huyền Trang, trong chuyến hành hương đến chiêm bái Ca-tỳ-la-vệ vào năm 636, đã ghi chép:
"... Đi về hướng Đông Nam hơn 500 lý, sẽ đến nước Kiếp-bỉ-la-phạt-tốt-đổ (trước viết là nước Ca-tỳ-la-vệ. Miền Trung Ấn Độ)."
Sự mô tả khác nhau về khoảng cách của 2 nhà sư Trung Quốc dẫn đến có 2 quan điểm chính khác biệt về vị trí được xác định là thành Ca-tỳ-la-vệ cổ đại. Theo đó, một số nhà khảo cổ xác định thành Ca-tỳ-la-vệ nằm tại ngôi làng Tilaurakot, thuộc huyện Kapilvastu, Nepal ngày nay. Một số nhà khảo cổ khác lại ủng hộ quan điểm cho rằng thành Ca-tỳ-la-vệ cổ nằm tại làng Piprahwa, thuộc huyện Siddharth Nagar, bang Uttar Pradesh, Ấn Độ ngày nay.
Vị trí thành Ca-tỳ-la-vệ ngày nay được cả Ấn Độ lẫn Nepal cho rằng nằm trong lãnh thổ của mình, dẫn đến những tranh chấp của 2 quốc gia về địa điểm quê hương của Đức Phật. Cả 2 địa điểm trên đều chứa nhiều tàn tích khảo cổ, được xác định có niên đại từ thời Phật tại thế.
Các học giả cho rằng vùng kiểm soát của nhà nước thị tộc Shakya mà có thể bao trùm cả khu vực rộng lớn gồm cả 2 địa điểm trên. Tuy nhiên, rất nhiều học giả Phật giáo ủng hộ quan điểm thành Ca-tỳ-la-vệ cổ thực sự nằm ở Nepal. Vị trí thành Ca-tỳ-la-vệ ở Ấn Độ, rất có thể là của một nhánh hậu duệ tộc Thích-ca thoát khỏi vương nạn Tỳ-lưu-ly xây dựng nên về sau này.